# 범한산업
범한산업 주식회사는 대한민국의 기업집단이다.

## 개요
계열사 범한퓨얼셀은 수소충전소, 잠수함용 연료전지, 건물용 연료전지 등을 생산한다. 2014년, 세계에서 두 번째로 잠수함용 연료전지 모듈 제품 상용화에 성공하였으며, 2019년, 범한산업의 수소연료전지 사업부가 물적 분할되어 범한퓨얼셀이 설립되었다.
범한퓨얼셀은 2024년 10월, 방위사업청 산하 국방기술진흥연구소의 수출형 잠수함용 연료전지모듈 개조개발 국책 과제에 주관기관으로 선정되었다.

## 계열사
- 범한
- 범한메카텍
- 범한유니솔루션
- 범한자동차
- 범한파워시스템
- 범한퓨얼셀[4]